# 细林
细林是中国广东省广州市从化区的一个自然村。在太平镇东南面约2000米，属屈洞村管辖。清朝建村。1998年时，全村人口30人。